# Notalina fulva
Notalina fulva är en nattsländeart som beskrevs av Kimmins in Mosely och Douglas E. Kimmins 1953. Notalina fulva ingår i släktet Notalina och familjen långhornssländor. Inga underarter finns listade i Catalogue of Life.